# Domingo Illa i Ventura
Domingo Illa i Ventura   (c. 1953 - 14 de juny de 2022), conegut com a Mingo Illa, fou un pilot de motocròs català que destacà en competicions estatals durant la dècada de 1970 i començaments de la de 1980.
Paleta de professió, Illa començà a competir el 1970, a 16 anys, quan es tragué la llicència júnior i s'inscrigué en el Motocròs d'Esplugues. L'any següent ja aconseguí 24 victòries, de manera que el 1972 passà a la categoria superior, aconseguint acabar el Campionat d'Espanya de motocròs de 250cc en onzena posició. Des d'aleshores, sempre com a pilot semi-privat, Illa anà classificant-se regularment dins els 10 primers del campionat d'Espanya des del 1973 fins al 1981 (llevat de la temporada de 1975, quan va fer el servei militar), sovint dins la categoria dels 250cc tret del 1981, el seu millor any, en què fou tercer als 125cc.

## Palmarès al Campionat d'Espanya
| Any  | Motocicleta    | 500 cc | 250 cc | 125 cc |
| ---- | -------------- | ------ | ------ | ------ |
| 1972 | Montesa        | -      | 11è    | ?      |
| 1973 | Montesa        | -      | 8è     | ?      |
| 1974 | Montesa        | -      | 9è     | -      |
| 1975 | Montesa        | -      | 17è    | -      |
| 1976 | Montesa        | 6è     | 6è     | -      |
| 1977 | Montesa        | -      | 7è     | -      |
| 1978 | Montesa        | 4t     | 4t     | -      |
| 1979 | Montesa        | -      | 10è    | -      |
| 1980 | Montesa/Gilera | -      | 8è     | 6è     |
| 1981 | Montesa/Gilera | ?      | ?      | 3r     |